# ديفيد هوستون (لاعب كرة قدم)
ديفيد هوستون (بالإنجليزية: David Houston)‏ هو لاعب كرة قدم بريطاني في مركز نصف الجناح، ولد في 7 يوليو 1948 في غلاسكو في المملكة المتحدة. لعب مع كارديف سيتي.